# Die Bande aus der Baker Street
Die Bande aus der Baker Street (Originaltitel: The Irregulars) ist eine britische Fernsehserie, die am 26. März 2021 beim US-amerikanischen Video-on-Demand-Anbieter Netflix veröffentlicht wurde. Der Originaltitel „The Irregulars“ wird im Vor- und Abspann der Einzelfolgen verwendet.
Die Serie basiert auf der Arbeit von Arthur Conan Doyle und stellt die Abenteuer der namensgebenden „Baker-Street-Bande“ in den Mittelpunkt, die u. a. in den Sherlock-Holmes-Romanen Das Zeichen der Vier und Eine Studie in Scharlachrot vorkommt. Netflix verwendet zur Kategorisierung die Genrezuordnungen „Teen-“, „Mystery-“, „Thriller-“ und „Horrorserien“ sowie „Historienfilme“.

## Handlung
Im Auftrag von Dr. Watson untersucht – und löst – die Bande aus der Baker Street Verbrechen im viktorianischen London. Der üblicherweise als Meisterdetektiv dargestellte Sherlock Holmes selbst gibt sich in der Serie seiner Drogensucht hin, streicht aber den Ruhm für die gelösten Fälle ein. Die Verbrechen sind dabei übernatürlicher Art und bedrohen nicht nur London, sondern die gesamte Welt.

## Besetzung und Synchronisation
Die deutsche Synchronisation wurde von Film- und Fernseh-Synchron GmbH erstellt. Verantwortlich für die Dialogregie war Kim Hasper.
| Rolle       | Darsteller          | Folgen                     | Synchronisation   |
| ----------- | ------------------- | -------------------------- | ----------------- |
| Bea         | Thaddea Graham      | 1.01–1.08                  | Marie Hinze       |
| Jessie      | Darci Shaw          | 1.01–1.08                  | Franziska Turnte  |
| Billy       | Jojo Macari         | 1.01–1.08                  | Patrick Baehr     |
| Spike       | McKell David        | 1.01–1.08                  | Sebastian Fitzner |
| Leopold     | Harrison Osterfield | 1.01–1.08                  | Maximilian Artajo |
| John Watson | Royce Pierreson     | 1.01–1.02, 1.04–1.08       | Nico Sablik       |
| Linen Man   | Clarke Peters       | 1.01–1.02, 1.04–1.08       | Jürgen Kluckert   |
| Sherlock    | Henry Lloyd-Hughes  | 1.04–1.08                  | Julien Haggége    |
| Daimler     | Edward Hogg         | 1.01–1.02, 1.04, 1.06–1.07 | Arne Stephan      |

## Episodenliste
| Nr.                                                                                      | Deutscher Titel                               | Originaltitel                                 | Regie             | Drehbuch                    |
| ---------------------------------------------------------------------------------------- | --------------------------------------------- | --------------------------------------------- | ----------------- | --------------------------- |
| 1                                                                                        | Kapitel eins: Herzlos in London               | Chapter One: An Unkindness in London          | Johnny Allan      | Tom Bidwell                 |
| 2                                                                                        | Kapitel zwei: Die Geister von Bakerstreet 221 | Chapter Two:The Ghosts of 221B                | Johnny Allan      | Tom Bidwell                 |
| 3                                                                                        | Kapitel drei: Ipsissimus                      | Chapter Three: Ipsissimus                     | Joss Agnew        | Tom Bidwell                 |
| 4                                                                                        | Kapitel vier: Nadel und Messer                | Chapter Four: Both the Needle and the Knife   | Joss Agnew        | Tom Bidwell, Sarah Simmonds |
| 5                                                                                        | Kapitel fünf: Schüler unheiliger Künste       | Chapter Five: Students of the Unhallowed Arts | Weronika Tofilska | Tom Bidwell                 |
| 6                                                                                        | Kapitel sechs: Hieracium Snowdoniense         | Chapter Six: Hieracium                        | Weronika Tofilska | Tom Bidwell                 |
| 7                                                                                        | Kapitel sieben: Die Ekstase des Todes         | Chapter Seven: The Ecstasy of Death           | Joss Agnew        | Tom Bidwell                 |
| 8                                                                                        | Kapitel acht: Die Ekstase des Lebens          | Chapter: Eight The Ecstasy of Life            | Joss Agnew        | Tom Bidwell                 |
| Am 26. März 2021 wurden alle Folgen der Staffel gleichzeitig bei Netflix veröffentlicht. |                                               |                                               |                   |                             |

## Produktion
Im Dezember 2018 wurde bekannt, dass der Streaming-Anbieter Netflix eine Sherlock-Holmes-Serie plant, bei der jedoch statt des Detektivs die bisherigen Nebenfiguren der „Baker-Street-Bande“ im Mittelpunkt stehen. Der verantwortliche Drehbuchautor Tom Bidwell (u. a. Unten am Fluss) wurde dabei mit den Worten zitiert, dass es sich um sein „Traumprojekt“ und seine „älteste Idee“ handele, die er schon seit zehn Jahren versuche zu platzieren (englisch „It’s my dream project and my oldest idea (I’ve been pitching it for ten years).“).
Ein Jahr später im Dezember 2019 wurden Informationen über die Besetzung der zentralen Rollen veröffentlicht, darunter Thaddea Graham (u. a. Der Brief für den König) in der Rolle der Hauptfigur Bea, Royce Pierreson (u. a. Judy und The Witcher) als Dr. Watson, Henry Lloyd-Hughes (u. a. Die Unfassbaren 2) als Sherlock Holmes und Clarke Peters (u. a. Three Billboards Outside Ebbing, Missouri) als Linen Man. Die Aufnahmen liefen ab Dezember und waren ursprünglich bis Mai 2020 avisiert. Aufgrund der COVID-19-Pandemie kam es jedoch zu Verzögerungen, so dass im August 2020 noch Filmaufnahmen gemacht wurden.
Etwas mehr als einen Monat vor dem offiziellen Start der Serie veröffentlichte Netflix den ersten Trailer. Anfang Mai 2021 gab Netflix die Einstellung der Serie nach einer Staffel bekannt.